# Adolf Groth
Adolf Groth (* 28. Februar 1855 in Schwerin; † 15. Mai 1934 in Berlin) war ein deutscher Lehrer, Schriftsteller und Übersetzer.

## Leben
Adolf Groth studierte Philologie an den Universitäten Göttingen, Rostock, Leipzig und Straßburg, wo er schließlich 1878  promoviert wurde. 1879 begann er seine Schullaufbahn als Lehramtskandidat in Straßburg. Er war Mitglied und später Alter Herr des Klassisch-Philologischen Vereins Leipzig im Naumburger Kartellverband.
1880 wurde Groth als Nachfolger von Rudolf Lange an die Kaiserliche Universität Tokio berufen. Er übernahm den Deutsch-Unterricht an der Vorschule der Medizinischen Fakultät. Zwei Jahre später wurde er zum Professor für deutsche Literatur an der Literaturwissenschaftlichen Fakultät ernannt. 1886 kehrte Groth nach Deutschland zurück und wurde Gymnasialprofessor am Königlichen Luisen-Gymnasium in Moabit, Berlin.
Sein erstes Werk mit Bezug zu Japan mit dem Titel Unfertige Gedanken veröffentlichte Adolf Groth 1910. Neben eigens verfassten Schriften wirkte Groth zudem mehrfach als Übersetzer, insbesondere von japanischen Märchen.

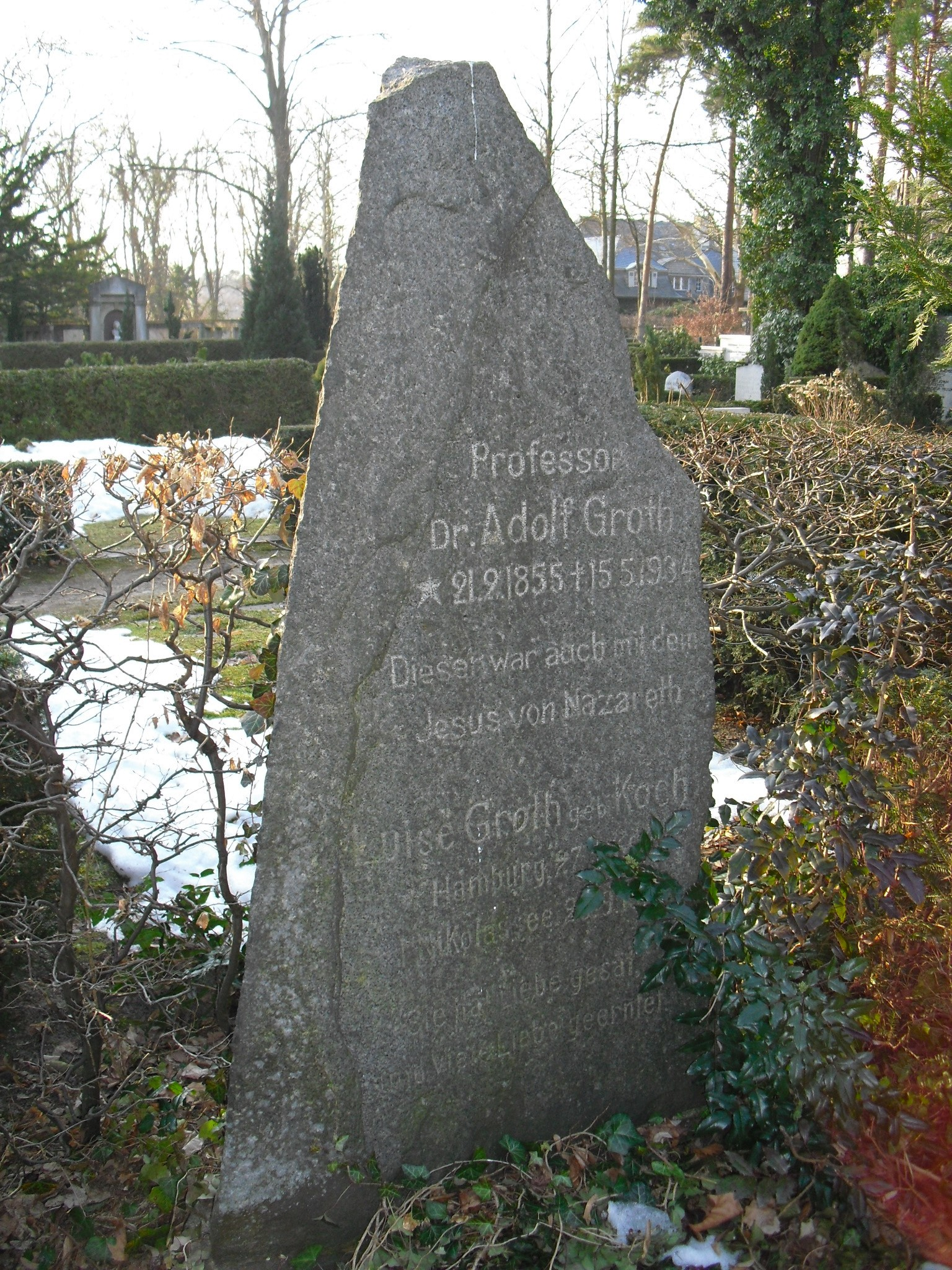
Grabstein in Berlin-Nikolassee

Adolf Groth starb 1934 und wurde auf dem Evangelischen Kirchhof Nikolassee beigesetzt.

## Veröffentlichungen
- Deutsches Lesebuch für japanische Schüler, Band 1, Adolf Groth und Inagi Tanaka  稲城·田中, Verein für deutsche Wissenschaft in Japan, 1884
- Unfertige Gedanken: ein Buch für reife Leser und Leserinnen, Adolf Groth, Singer, 1910

## Übersetzungen
- Vom alten Mann, der verdorrte Baume zum Blühen brachte Aus dem Englischen übertragen von Adolf Groth. Hasegawa, Tokio 1931
- Der Kampf der Krabbe mit dem Affen Aus dem Englischen übertragen von Adolf Groth. Hasegawa, Tokio 1939